# Kastrup Sogn (Vordingborg Kommune)
Kastrup Sogn ist eine Kirchspielsgemeinde (dän.: Sogn) im Süden der Insel Sjælland im südlichen Dänemark. Bis 1970 gehörte sie zur Harde Hammer Herred im damaligen Præstø Amt, danach zur Vordingborg Kommune im Storstrøms Amt, die im Zuge der Kommunalreform zum 1. Januar 2007 in der „neuen“ Vordingborg Kommune in der Region Sjælland aufgegangen ist.

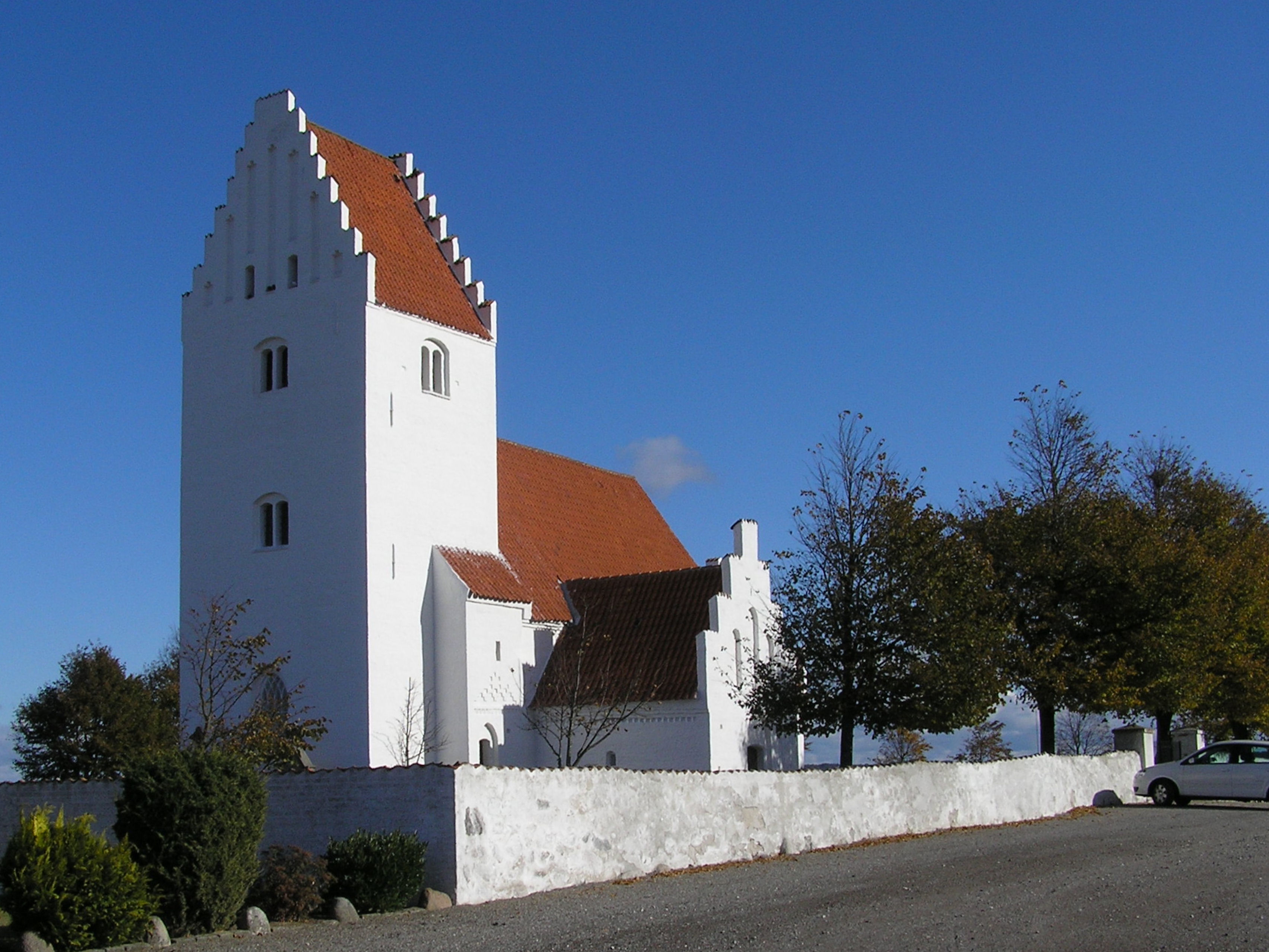
Kastrup Kirke

Von den 11.957 Einwohnern von Vordingborg leben 2.775 im Kirchspiel Kastrup (Stand: 1. Januar 2023). Im Kirchspiel liegt die Kirche „Kastrup Kirke“.
Nachbargemeinden sind im Norden Sværdborg Sogn, im Osten Ørslev Sogn und im Süden Vordingborg Sogn. Die westlich gelegene Halbinsel Knudshoved Odde gehört ebenfalls zum Vordingborg Sogn.